# Andreea Grigore
Andreea Grigore född den 11 april 1991 i Bukarest, Rumänien, är en rumänsk gymnast.
Hon tog OS-brons i lagmångkampen i samband med de olympiska gymnastiktävlingarna 2008 i Peking.